# Наше Різдво
Наше Різдво (англ. 'R Xmas) — американський фільм 2001 року режисера Абеля Феррари.

## Сюжет
У центрі оповідання — будні в американської сімейної пари наркодилерів. Настає Різдво, час не просто відволіктися від буття в гріху, а й подумати про спокуту. В один прекрасний момент до героїв приходить усвідомлення похмурої безглуздості свого життя, і перед ними починає маячити можливість альтернативного шляху — спокійне сімейне життя, виховання дітей. Але дива не відбувається — життя триває за своїм звичайним безжалісним сценарієм.

## У ролях
| Актор                       | Роль                      |
| --------------------------- | ------------------------- |
| Дреа де Матео               | дружина                   |
| Лілло Бранкато              | чоловік                   |
| Ліза Валенс                 | Ліза, дочка               |
| Айс-Ті                      | викрадач                  |
| Віктор Арго                 | Луї                       |
| Денія Браш                  | Дружина Луї               |
| Глорія Айрізеррі            | тітка                     |
| Наомі Моралес               | племінниця                |
| Нельсон Васкес              | чоловік племінниці        |
| Ендрю Фісцелла              | спільник 1                |
| Томас Мюррей                | спільник 2                |
| Едвін Мартінез              | спільник 3                |
| Дженіс Корсейр              | покупець 1                |
| Енн Екерман                 | покупець 2                |
| Френк Куерво                | людина з велосипедом      |
| Антон Паган                 | The Party Doll Guy        |
| Джон Роберт Трамутола       | Скрудж                    |
| Мередіт Остром              | Ельф                      |
| Ден Свіні                   | Санта-Клаус               |
| Ендрю Ласкі                 | охоронець                 |
| Берсальде Вега              | менеджер магазину іграшок |
| Джеймс Р. Більц             | швейцар                   |
| Реймонд «Вуду Рей» Ультарте | паркувальник              |
| Луїс Сантос                 | Тіо                       |
| Бегона Плаза                | дружина Тіо               |
| Орра Фармер                 | Sucio                     |
| Джамал Сіммонс              | Трей                      |
| Оскар Тевес                 | таксист циган             |
| Роза Ніно                   | дружина таксиста          |
| Кларенс Дорсі               | дилер 1                   |